# Superfast IX
Il Superfast IX è un traghetto appartenente alla compagnia di navigazione estone Tallink.

## Servizio
Varato il 18 novembre 2000 nel cantiere navale Howaltswerke Deutsche Werft AG di Kiel con il nome di Superfast IX e consegnato l'8 gennaio 2002 alla greca Superfast Ferries, prende servizio il 10 gennaio nei collegamenti tra Rostock e Södertälje.
Il 20 aprile 2002, a causa della scarsa redditività del collegamento, viene disarmato nel cantiere navale di costruzione a Kiel.
Il 17 maggio 2002 prende servizio nei collegamenti tra Zeebrugge e Rosyth.
Dal 14 marzo 2004 a fine mese viene impiegato nei collegamenti tra Hangö e Rostock. Da aprile torna in servizio sulla propria rotta.
Il 10 novembre 2005 viene trasferito nei collegamenti tra Rostock e Hangö.
Il 21 marzo 2006 viene venduto insieme ai gemelli Superfast VII e Superfast VIII all'estone Tallink per 310 milioni di euro, alla quale viene consegnato il 12 aprile.
Il 17 aprile 2006 prende servizio nei collegamenti tra Rostock, Paldiski ed Hangö. 
Nel giugno del 2006 lo scalo a Paldiski viene soppresso.
Dal 1º al 21 dicembre 2006 viene impiegato nei collegamenti tra Hangö, Rostock e Paldiski.
Il 1º gennaio 2007 viene trasferito nei collegamenti tra Helsinki e Rostock.

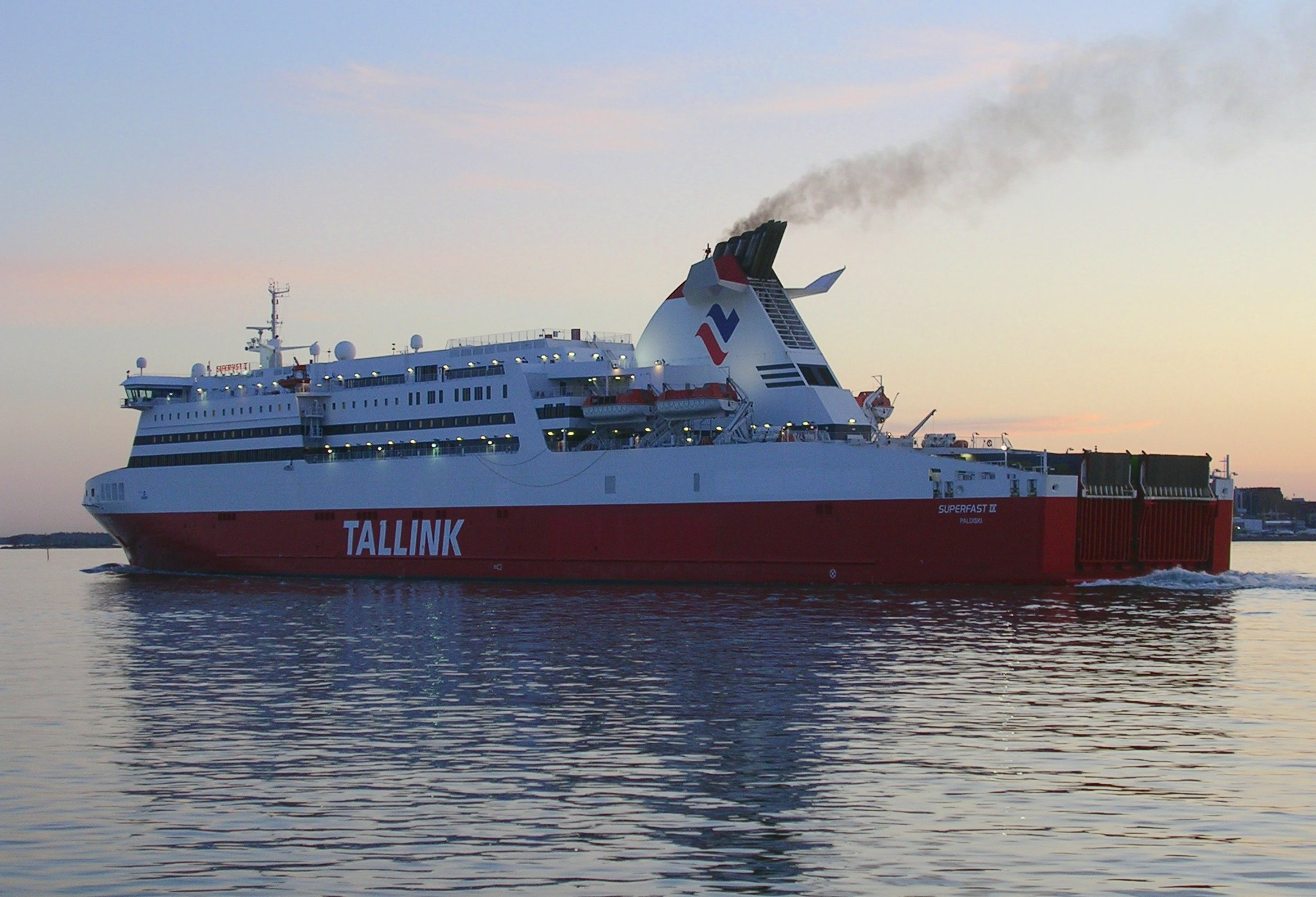
Il Superfast IX in partenza da Helsinki nel 2007.

Dall'11 gennaio 2007 opera nei collegamenti tra Helsinki e Tallinn ed in quelli tra lo scalo finlandese e Rostock.
Il 25 aprile 2008 viene noleggiato per 5 anni alla canadese Marine Atlantic ed, terminato il servizio per Tallink il 31 agosto, viene trasferito in cantiere a Nådendal.
Nel novembre del 2008 viene ribattezzato Atlantic Vision ed il 14 novembre viene consegnato alla Marine Atlantic ed il 7 dicembre giunge a Saint John's, dove viene battezzato quattro giorni dopo.
Il 27 dicembre 2008, durante la sosta a North Sydney, scoppia un incendio a bordo del traghetto, prontamente domato dall'equipaggio.
Nell'aprile del 2009 prende servizio nei collegamenti tra North Sydney e Port aux Basques.
Il 29 luglio 2009, durante la navigazione verso Port aux Basques, scoppia un incendio a bordo del traghetto, prontamente domato dall'equipaggio. Tuttavia, il traghetto fece ritorno a North Sydney.

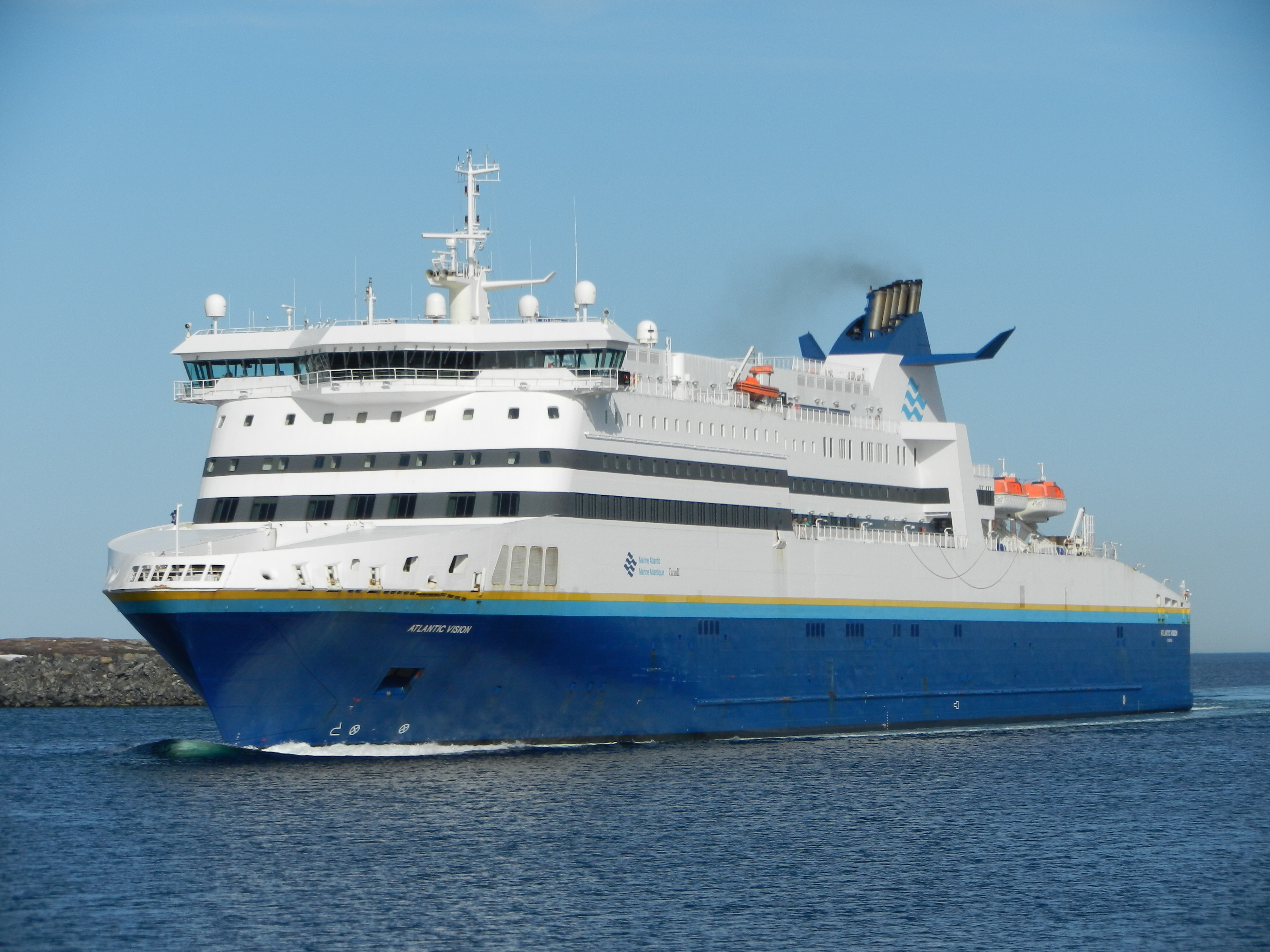
L'Atlantic Vision in arrivo a Port aux Basques nel 2014.

Il 15 marzo 2024 termina il servizio per Marine Atlantic ed il 7 aprile salpa per Skagen, dove giunge il 15 aprile. Due giorni dopo viene trasferito in cantiere ad Odense, dove viene ribattezzato Superfast IX il 16 maggio successivo. Terminati i lavori salpa per Tallinn, dove viene disarmato in attesa di impiego.
Il 12 aprile 2025 prende servizio nei collegamenti tra Paldiski e Kappelskär in sostituzione dello Star I, dove opera tutt'oggi.

## Navi gemelle
- Stena Superfast VII
- Stena Superfast VIII
- A Nepita